# 真珠夫人
『真珠夫人』（しんじゅふじん）は、菊池寛の長編小説。1920年（大正9年）6月9日から12月22日まで『大阪毎日新聞』『東京日日新聞』に同時連載された。菊池にとっての初めての新聞小説であり、初めて試みた通俗小説でもある。発表当時から2000年代に至るまで、数度にわたり映画、テレビドラマ化されている。
日本の通俗小説に新風を吹きこんだ『真珠夫人』の大ヒットは、菊池の作家活動の大転機となっただけでなく、当時の文壇や文学者たちの生活に画期的な変革をもたらした。

## 概説
菊池寛にとって初の本格的な通俗小説であり、その人気は新聞の読者層を変え、のちの婦人雑誌ブームに影響を与えたという。男を弄ぶ妖婦でありながら、義理の娘を妹のように愛する優しさを持つ処女の主人公・瑠璃子は読者の心を掴んだ。瑠璃子の人物造型は、当時の道徳観に染まらない「新しい女」としては設定の不徹底や矛盾もあるが、作者である菊池の「道徳と節度」が見られると川端康成は評している。
『真珠夫人』は、まだ作品が新聞連載中に河合武雄一座によって大阪浪速座で舞台化されたことも、人気に拍車をかけた要因の一つでもあった。この舞台では、『大阪毎日新聞』の読者5,000名が抽選で無料招待される企画が前宣伝として大々的に報じられて、劇場の本花道を取り払うほどの大勢の観客を収容して成功を収めた。

## あらすじ
渥美信一郎は、湯河原で療養中の新妻の見舞いに行く途中、自動車事故に遭う。信一郎は助かるが、相乗りしていた青年青木淳は瀕死の状態となり、豪華な腕時計を「たたき返してくれ」、「ノート」、「瑠璃子」と言い残してノートを託し絶命する。青木の葬儀で見聞きした情報を頼りに、信一郎は妖艶な美女で未亡人の壮田瑠璃子を訪ねる。瑠璃子は腕時計を見て動揺した様子を見せるが、それをごまかして腕時計を預かり、信一郎を音楽会に誘う。青木のノートには愛の印としてもらった腕時計が他の男にも贈られているのを知って自殺を決意したことが書かれていた。
数年前。
貿易商として財を成した壮田勝平は自宅で催した園遊会で、子爵の息子杉野直也と男爵の娘・唐沢瑠璃子から成金ぶりを侮辱され激怒し、奸計を巡らす。瑠璃子の父で貴族院議員の唐沢光徳男爵の債権を全て買い取りさらに弱みを握り、瑠璃子に結婚を迫る。自殺をはかった父親に瑠璃子は「ユージットになろうと思う」と押しとどめ、恋人の直也には復讐のため結婚しても貞操を守るという手紙を出す。壮田と結婚した瑠璃子は、父の見舞いを理由に実家にとどまったり、壮田には「お父様になって」とねだったりして体を許さない。壮田の先妻との息子で白痴の勝彦も手なずけ、寝室の見張りをさせた。壮田は瑠璃子を葉山の別荘に連れ出し、嵐の夜に関係を結ぼうとするが、瑠璃子を追ってきた勝彦が部屋に飛び込んできて父親に襲いかかった。壮田は息子との格闘で転倒し打ちどころが悪く心臓麻痺を起して、我が子の勝彦と美奈子の将来を瑠璃子に託し息をひきとる。壮田の急死の罪悪感と豪奢な生活は瑠璃子を妖婦へと変えていた。
現在。
信一郎は瑠璃子と音楽会に出席。帰りの自動車の中で瑠璃子はメリメの「カルメン」を引き合いに男性が浮気するのに比べて女性が心変わりするのを非難する風潮に対する憤りを語る。引き込まれた信一郎は誘われるがまま、次の日曜壮田邸を訪れる。そこは才気ある若い男性たちが居並ぶ瑠璃子のサロンだった。不愉快になった信一郎は退出するが庭園で青木の弟・稔を見かけ瑠璃子への不信感をつのらせる。帰宅した信一郎の家には瑠璃子からの迎えの自動車が止まっていた。壮田邸に戻った信一郎は誘惑する瑠璃子に男性への態度を非難、さらに青木のノートを突き出すが、逆に瑠璃子は男性が女性を弄ぶことが許され、女性が同じことをすると「妖婦」「毒婦」と非難されるのは男性のわがままだと激しく反発。信一郎は瑠璃子の言葉に心打たれながらも青木の弟だけは除外するよう頼むが瑠璃子は拒絶する。
壮田美奈子は、父親が亡くなったあと瑠璃子を姉のように慕い、瑠璃子も美奈子を可愛がっていた。瑠璃子は美奈子を娘らしく育てるためサロンには近づけず、自分の行いを見せないようにしていた。19歳になった美奈子は両親の墓参りで見かけた学生に心惹かれるが、彼が瑠璃子のサロンに通っていると知り動揺する。瑠璃子は美奈子を夏の箱根旅行に誘う。当日、2人の前に付き添いとして現れたのは美奈子が心惹かれた学生青木稔だった。3人は箱根に逗留するが、ある日の夕方美奈子は稔に誘われ2人きりで散歩に出かける。稔に結婚について訊かれた美奈子は嬉しい気持ちになるが、美奈子が結婚するまで瑠璃子は再婚しないという噂を気にしているとわかり落胆する。後日、美奈子は稔が瑠璃子に思いをぶつけ求婚しているところを見てしまう。瑠璃子は美奈子が結婚するまではとはぐらかし、明後日返事すると約束。
約束の日、ホテルを出た3人は丸縁眼鏡の男とすれ違う。瑠璃子は美奈子の前で稔の求婚を断る。稔は逆上して瑠璃子を罵りその場を去る。瑠璃子は自分の行いで美奈子の初恋を傷つけ、かつての自分と同じ思いをさせてしまったことを美奈子に謝り泣き出す。美奈子も瑠璃子の心遣いに感動し抱き合う。ホテルに戻った稔は眼鏡の男、信一郎に声をかけられ、兄のノートを見せられ瑠璃子に近づくなと忠告される。自分と兄が弄ばれたことを知った稔は、その夜瑠璃子の寝室に忍び込み彼女をナイフで刺し逃走し自らも湖に身を投じて自殺する。危篤状態で意識朦朧となった瑠璃子は直也の名を呼ぶ。帰国していた直也がホテルにかけつけると、瑠璃子は彼に美奈子を託し息を引き取る。その後美奈子は瑠璃子の肌襦袢に縫い付けられた直也の写真を発見。瑠璃子は男を弄びながらも処女のまま初恋を真珠のように守り続けていたと知る。
「真珠夫人」と題された美しい肖像画が二科展で絶賛される。それは瑠璃子の兄の光一による妹への手向けの絵であった。

## 登場人物
壮田瑠璃子（旧姓：唐沢）
華族の唐沢光徳の娘。母を亡くし兄が家を出たので父と二人暮らし。杉野直也とは相思相愛の仲だったが、壮田の策略で引き裂かれる。壮田亡きあとは豊富な財力と美貌で男を弄ぶ妖婦として自宅をサロンにし、女王のようにふるまっている。しかし美奈子の初恋の相手が自分が弄んだ青木稔と気づいてからは自らの行いを激しく後悔する。
壮田勝平
身分はないが、貿易商として成功、上流階級ともつきあうようになったいわゆる成金。直也と瑠璃子を憎み、瑠璃子と結婚するが、思い通りにならない瑠璃子に振り回される。葉山の別荘で卒倒、我が子の行く末を瑠璃子に託して死去。
杉野直也
華族の杉野子爵の息子。壮田のような成金を軽蔑し、園遊会で口論となる。瑠璃子との仲を引き裂かれると壮田邸に乗り込み発砲事件をおこすが、父親の嘆願で告訴を免れ、ボルネオに渡った。
唐沢光徳
瑠璃子の父。華族で貴族院議員を務め藩閥政治と戦っているが、このためあちこちに負債がある。壮田の策略で金策に追われ、知人から預かった掛け軸を売り払ってしまうがこれも壮田の罠だったことを知り自殺をはかるが、瑠璃子に止められる。勝平と死別後の瑠璃子の行状については快く思っておらず、彼女の死の床に駆け付けるまでは疎遠となっていた。
唐沢光一
瑠璃子の兄。画家を目指していたが光徳に反対され勘当される。
壮田勝彦
壮田の長男で美奈子の兄。白痴であるが瑠璃子を「姉さん」と慕う。瑠璃子の頼みで毎夜寝室の前で番をする。父と瑠璃子が葉山へ行くと後を追い、夜中に別荘に侵入。勝平の死後は葉山に幽閉される。
壮田美奈子
壮田の娘で勝彦の妹。清純な少女で瑠璃子を姉のように慕う。瑠璃子の行いを知りショックを受けるが、自分への心遣いと父の罪を思い、瑠璃子をよりいっそう慕う。
青木淳
一高出身の大学生。瑠璃子に弄ばれ、自殺しようとさまよっていたところ自動車事故で死ぬ。
青木稔
淳の弟。瑠璃子を恋い慕っていたが、求婚を断られ、さらに兄も同じ目にあっていたと知り激怒。瑠璃子をナイフで刺したあと芦ノ湖で自殺した。
渥美信一郎
この物語の狂言回し。偶然瑠璃子の存在を知りその行いを止めようとするが、男と同じことを女が許されないのはおかしいという彼女の主張に同調する。せめて青木稔だけでも助けようとした行動が悲劇を生む。一高出身。

## 舞台
- 河合武雄一座公演 
  - 1920年11月6日 – 28日 名古屋、大阪浪速座
  - 脚本：川村花菱（7幕10場）

- 伊井蓉峰・喜多村緑郎一座公演
  - 1920年11月11日 – 歌舞伎座、本郷座、常磐座

## 映画 (国活)
原作小説連載当時の1920年、いち早く国際活映が同社の「角筈撮影所」で撮影、同年11月28日、浅草公園六区の大勝館ほかで公開された無声映画。熊谷武雄の出演以外の詳細は不明。

## 映画 (松竹キネマ)
1927年、松竹キネマ制作の無声映画。

### スタッフ
- 監督 - 池田義信
- 脚本 - 村上徳三郎

### キャスト
- 栗島すみ子
- 鈴木伝明
- 藤野秀夫
- 武田春郎
- 奈良真養
- 島田嘉七
- 岡田宗太郎
- 三田英児
- 佐々木清野
- 田中絹代

## 映画 (日活)
1933年に日活で製作された無声映画。

### スタッフ
- 監督 - 畑本秋一
- 脚本 - 小林正

### キャスト
- 伊達里子
- 杉山昌三九
- 山本嘉一
- 山田五十鈴
- 杉狂児

## 映画 (大映)
1950年に大映で『真珠夫人 処女の巻』（10月21日）、『真珠夫人 人妻の巻』（11月11日）として公開。

### スタッフ
- 製作 - 中代富士男、本木荘二郎
- 監督 - 山本嘉次郎
- 脚本 - 山本嘉次郎

### キャスト
- 高峰三枝子
- 池部良
- 二本柳寛
- 星美智子
- 潮万太郎
- 小杉勇
- 沢村貞子

## テレビドラマ (TBS)
1974年9月2日から10月25日までTBS系列の「花王 愛の劇場」枠にて放映された昼ドラ。全40回放送。

### スタッフ
- 脚本 - 芦沢俊郎
- 監督 - 八木美津雄
- 音楽 - 土橋啓二
- プロデューサー - 藤川忠勝（松竹）、鈴野尚志（TBS)
- 制作 - 松竹、TBS

### キャスト
- 唐沢瑠璃子 - 光本幸子
- 杉野直也 - 久富惟晴
- 荘田勝平 - 金子信雄
- 唐沢光徳 - 松下達夫
- 唐沢光一 - 宮浩之
- 荘田美奈子 - 流由香
- 荘田勝彦 - 武岡淳一
- 宮川健三 - 伊沢一郎
- 杉野豊子 - 大川万裕子
- 杉野真理 - 藤岡恵子
- 和子 - 志賀真津子
- ひで - 水上令子
- 田島 - 平田守
- 浦野富美子 - 生田くみ子
- ナレーター - 中江真司

## テレビドラマ (東海テレビ)
2002年4月1日から6月28日の毎月曜から金曜までフジテレビ系列で放送された昼ドラ。放送時間は昼1時30分から2時まで。全65回。

### 評価
- 物語展開や役柄設定が原作とは違っており、特に後半は大幅な脚色がみられる。近年の昼ドラブームの牽引役となった。
- ヒロイン瑠璃子と夫・直也が会っていることを知った直也の妻・登美子が嫉妬に狂い、たわしと刻んだキャベツをお皿に載せて帰宅した夫に「おかず何もありません、冷めたコロッケで我慢してください」と出す「たわしコロッケ」のシーンが当時話題になり、流行語になった。

### スタッフ
| - 原作 - 菊池寛 - 脚本 - 中島丈博 - 演出 - 西本淳一、藤木靖之、大垣一穂（ザ・ワークス） - 演出補 - 坂梨公紀 - 制作担当 - 谷正光 - プロデューサー - 塚田泰浩、阿部謙三、鶴啓二郎 - プロデューサー補 - 臼井央、高橋久美子 - 広報 - 藤城大子、竹中麻紀 - スチル - 藤平清史 - 記録 - 池上ゆか - 音楽 - 寺嶋民哉 - 音楽制作 - インスパイア・ホールディングス - 選曲・効果 - 堀尾守央 - MA - 佐藤一誠 - 美術デザイン - 金子幸雄 - 操作 - 河村義則 | - 美術進行 - 平川恵子 - 装飾 - 宮野雅人 - 衣裳 - 高知尾博幸 - 小道具 - 和田浩実 - ヘア・メイク - 久池智子 - 美術協力 - KHKアート - 技術 - 松岡良治 - カメラ - 大森隆晴 - 照明 - 石井美宏 - 音声 - 中山大輔 - VE - 酒井克巨 - 編集 - 大塚民生 - スタジオ - 国際放映 - 技術協力 - 東通 - 協力 - 織田デザイン専門学校、CEST LAVIE、のざわ、石塚硝子 - 制作 - 東海テレビ、東宝 |  |

### キャスト
荘田瑠璃子 - 横山めぐみ
主人公、元華族・唐澤徳光の娘。直也と将来を誓い合っており、その証として真珠のネックレスを贈られていた。しかし、荘田勝平の策略に陥れられた父親を救い、唐澤の家を救うために荘田と結婚をすると直也に宣言する。ただし「荘田との結婚を二年で終わらせ、清らかな躰のままあなたのもとへ戻る」ことを誓う。荘田家に嫁いだ後も直也との約束を守り貞操を守り続ける。
勝平亡き後、荘田の子どもを守るために荘田が残した吉原の娼館「振鈴館」を切り盛りする。のちに売春防止法が施行され、娼館を廃業した後、バー「瑠璃子の部屋」を営む。誕生日は5月28日。
杉野直也 - 葛山信吾
主人公の恋人。父が経営する造船会社・東海船舶工業の資材部長。瑠璃子とは相思相愛だが、唐澤が国会で造船疑獄を追及したために、父から瑠璃子との結婚を反対される。
自分が戻るのを待っていて欲しいと宣言した瑠璃子が自ら離れていこうとする真意が分からず苦悩する。傷心のまま赴任したシンガポールで父の勧めで出会った登美子と結婚。瑠璃子のことは忘れ、登美子と平凡な家庭を築こうとしていたが、帰国後、偶然に瑠璃子と再会する。
13年の時を経てようやく瑠璃子と心身ともに結ばれる。しかしその時、瑠璃子は胃がんに蝕まれ余命3カ月を宣告されていた。
荘田勝平 - 大和田伸也
唐澤を詐欺にかける荘田総合商事の社長。唐澤の娘・瑠璃子に興味を持つ。瑠璃子を息子の種彦と結婚させようと策を練り、唐澤徳光に罠を仕掛ける。その後気が変わり、自分の後妻に迎え入れることにする。
頑なに貞操を守り、自分に侮蔑な態度をとる瑠璃子に立腹。無理矢理体を奪おうと襲い掛かったが、瑠璃子を守ろうとした実息の種彦に日本刀で殺害される。　　　　
杉野登美子 - 森下涼子
直也の妻。直也の赴任先であるシンガポールで結婚。帰国後、直也と瑠璃子が再会したことを知り不信感を募らせる。夫が裏切り行為をしていると思い込んだ登美子は二人に復讐するため、瑠璃子の経営する娼館に素性を隠して入り込み、リリーの源氏名で客を取る。店ではトラブルメーカーであり瑠璃子を困惑させる。のちに娼婦として働いていることを直也に知られ、絶望に打ちのめされて、娼館の部屋で服毒自殺をした。
荘田種彦 - 松尾敏伸
勝平の息子（母親不明）。軽度の知的障害がある。外の世界を殆ど知らず、ほぼ屋敷内で過ごしている。純粋な性格で非常に優しい心の持ち主。女言葉を話す。
妹の美奈子とは異母兄弟。初めは瑠璃子と婚約することになっていた。瑠璃子が勝平の後妻として嫁いでくると、瑠璃子を「おかあさん」と呼び、幼い子どものように懐いた。また、瑠璃子を守る騎士となることを決意。勝平に無理やり体を奪われそうになっていた瑠璃子を救うため勝平を殺害し、服役。出所後は刑務所で学んだ家具作りをする。
荘田美奈子 - 増田未亜
勝平とむら枝の娘。偶然出会った直也に一目ぼれをしてアプローチをしていた。勝平の死後、瑠璃子が直也とシンガポールへ行くのを阻止するため、自動車事故を仕組んだ。母のむら枝とは仲が悪い。後に、出生の秘密を週刊誌のゴシップ記事に書かれるほどの有名女優になる。
唐澤徳光 - 浜田晃
元貴族院議員で瑠璃子の父。瑠璃子が荘田に嫁ぐのを嘆く。
瑠璃子が荘田の死後、彼が経営していた娼館を経営する事となった際、猛反対し彼女を勘当。直也と再会した瑠璃子に「愛に生きろ」と言い残して死ぬ。
杉野直輔 - 河原さぶ
直也の父で造船会社・東海船舶工業の社長。唐澤から造船界と政界との癒着を暴かれ、直也と瑠璃子の結婚に反対を唱える。
唐沢光一 - 宮内敦士
瑠璃子の兄。画家。
蔵原キク - 増子倭文江
唐沢家の家政婦。若い頃、勝平に求婚されたことがある。
根岸はま子 - 内田あかり
直也の母で直輔とは離婚して小料理屋を営んでいる。
山田むら枝 - 奈美悦子
勝平の元愛人。娼婦をしているときに美奈子を出産するが正妻になっていない。
勝平に嫁いだ瑠璃子に度々意地の悪いことを仕掛ける。物語後半、瑠璃子が営むバーで美奈子の出生の件に関してくだを巻き、夕子の産んだ子の出生の秘密を暴露してしまい、新たな火種となる。
夕子 - 日高真弓
瑠璃子の経営する娼館に女衒が連れてきた17歳の少女。瑠璃子はその不幸な境遇に自分を重ね合わせ、特に目をかけた。瑠璃子の強い希望から直也に水揚げされる。その夜、夕子の首元には瑠璃子の大切な真珠の首飾りが飾られていた。
後に直也の子を妊娠している事がわかり、瑠璃子の庇護の下、男児を出産するが直後に亡くなる。
荘田優 - 佐藤雄
夕子が産んだ男児。生まれてすぐに瑠璃子が引き取り、荘田家の子どもとして育てられた。瑠璃子を実の母親だと信じきっている。
宮畑 - 名高達男
大手石油会社社長。毅然とした瑠璃子に惚れ込み、金銭面でも精神面でも支えるパトロンとなる。肉体関係はない。
細川茂樹
完結版にて、瑠璃子に生き写しの女性（横山めぐみ）が待っていた男性役として出演。
ほか

### 主題歌
- 「He was beautiful」 歌：クリスティ、レーベル：インペリアルレコード

### 漫画
- さちみりほによって漫画化され、『Eleganceイブ』（秋田書店）で連載された。
- 加西涼により2002年のドラマ版を漫画化したものが白泉社の雑誌で連載された。

### 受賞歴
- 第19回新語・流行語大賞
  - トップテン入賞
- 第33回ザテレビジョンドラマアカデミー賞
  - ザテレビジョン特別賞

### 備考
- 本放送終了後、2002年9月27日にフジテレビ系金曜エンタテイメントにて、スペシャル番組として総集編の『真珠夫人 完結版〜二年待って。きれいな体のままで〜』が放送された。
- 同年10月20日には直也役の葛山信吾が、6月生まれで真珠が誕生石である女優・細川直美と結婚。同日行われた記者会見でまだ買っていなかった結婚指輪について聞かれたところ、細川は「真珠もいいかなと思ったんですけど、絶対『真珠夫人』と呼ばれるだろうなぁと思って（笑）…」と、ダイヤモンドの指輪にする予定だと答えた。
- 2007年には本作が岩手県のMIT岩手めんこいテレビでの再放送ではなく、TVIテレビ岩手（日テレ系）で15時55分～16時25分の放送を行った。その他にも、CS放送や系列を問わず各地で再放送が行われている。
- 2008年3月から放送の「愛の劇場」『スイート10〜最後の恋人〜』（三浦理恵子主演）にて、本作の主役コンビが共演した。